# Твіст (прикраса)

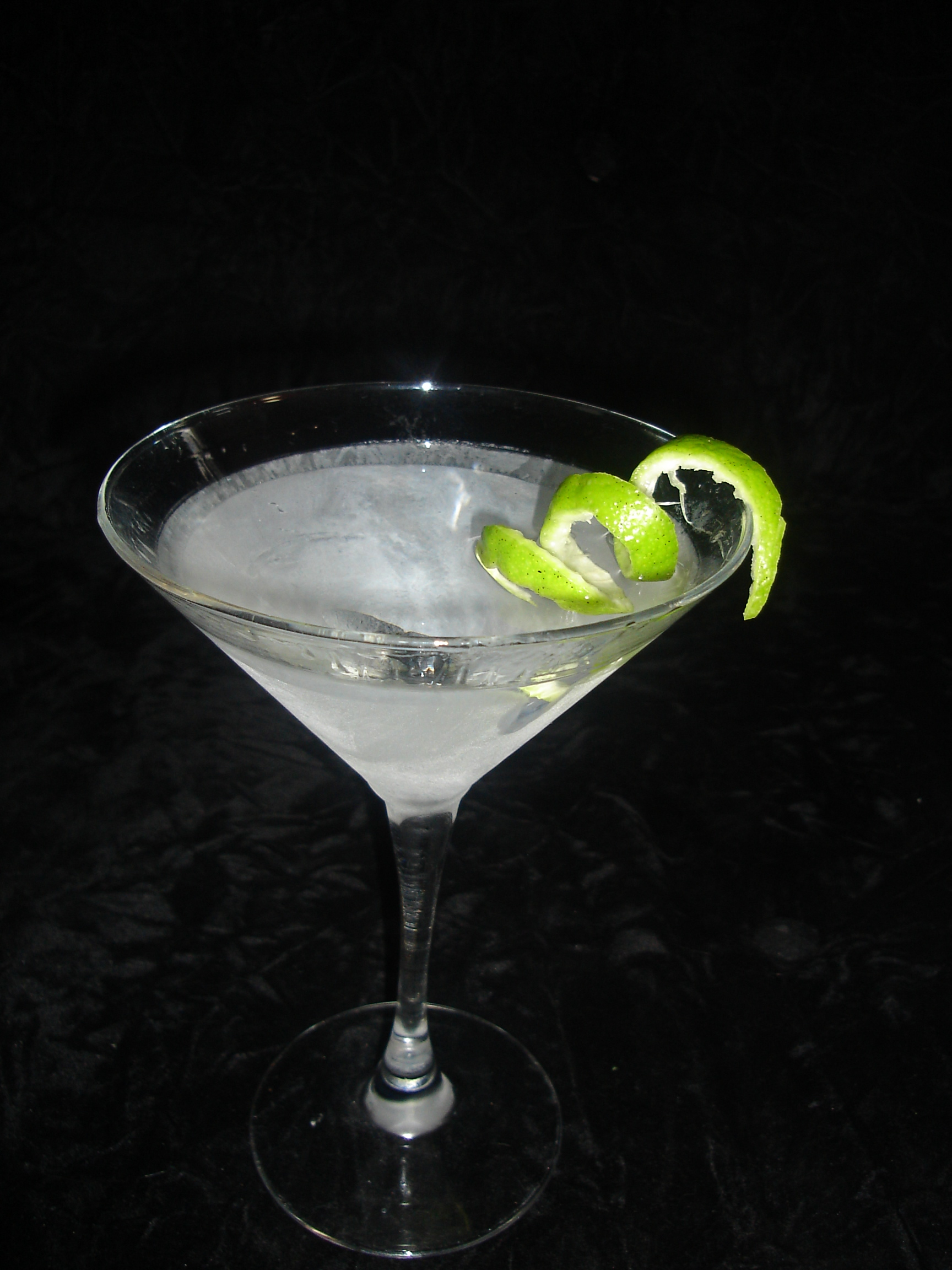
Мартіні з джином і лаймовим твістом.

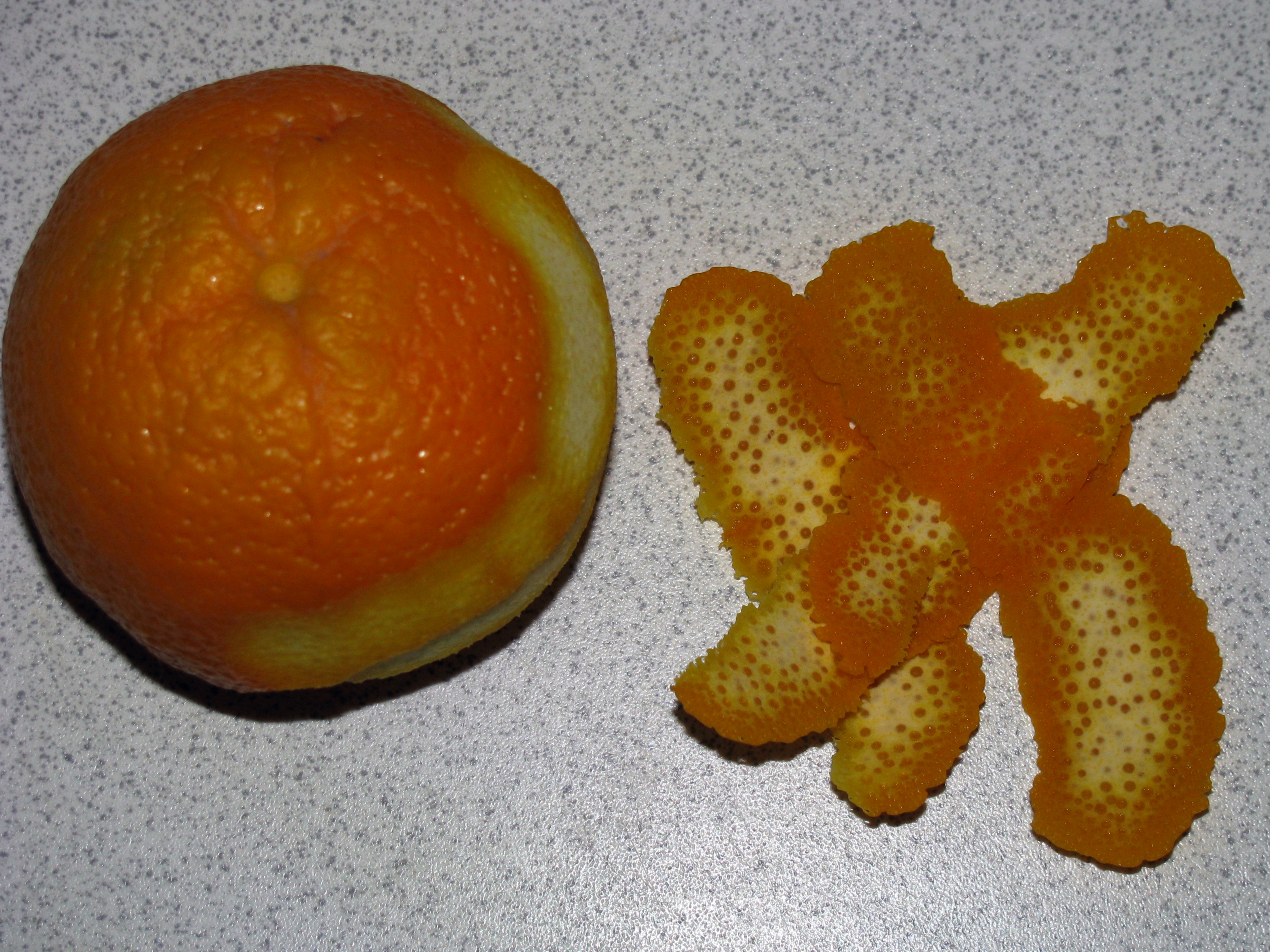
Апельсинові твісти

Твіст — це шматок цедри цитрусових, використаний як прикраса для коктейлю, переважно з метою ароматизації та декорування. Існують різні методи виготовлення та використання твістів. Зазвичай їх вирізують одразу перед поданням з цілого свіжого фрукту малим кухонним ножем, шкребком, чи спеціальним ножем для цедри. Спіральної форми досягають шляхом зрізання цедри по колу плоду, або намотуванням отриманої стрічки на соломинку чи інший предмет.
Назва прикраси може мати стосунок до її форми (англ. twist — вигинати), яка зазвичай є вигнутою чи перекрученою повздовжньо. До інших технік належить викладення твісту вздовж вінець склянки, або його «підпалювання».
Здебільшого твісти є вузькими та 50 мм завдовжки.
Серед коктейлів з твістом є кінська шия, часом їх додають до мартіні.